# Polypedilum kobotokense
Polypedilum kobotokense är en tvåvingeart som beskrevs av Sasa 1981. Polypedilum kobotokense ingår i släktet Polypedilum och familjen fjädermyggor. Inga underarter finns listade i Catalogue of Life.